# Воломские
Воломские — древний русский дворянский род.

## История рода
Никифор Васильевич, Палка, Иван, Андрей и Илья Борисовичи владели поместьями в Деревской пятине (1495).
Сын боярский Степан Воломский упоминается (1615). Подьячий Богдан Воломский сыщик в Карелии в Лопский погостах и Кемозерской волости (1628), производил дозор города Ладоги (1629 и 1637), участник переговоров на Осиновой горе (1636), подал челобитную о его не участии в Новгородском восстании (1650). Степан и Богдан Романовичи служили по Звенигороду в городовых дворянах, были вёрстаны поместными и денежными окладами (1643), а Степан Романович был тюремным старостой. Степан Фёдорович и Михаил Яковлевич упоминаются в новгородской писцовой книге (1685—1686).